# Diadochite
La diadochite è un minerale.